# 大龙街道
大龙街道是中国广东省广州市番禺区下辖的一个街道。辖区总面积24.8平方公里，下辖6个社区12个村，户籍人口4.7万人。

## 行政区划
大龙街道下辖以下地区：
大龙村、沙涌村、新桥村、傍江东村、傍江西村、石岗东村、石岗西村、罗家村、竹山村、茶东村、新水坑村、旧水坑村、美心社区、金海岸社区、城市花园社区、东怡社区、金龙社区、富怡社区。

## 交通

### 地铁
█3号线：傍江站